# 맥스 데이비슨

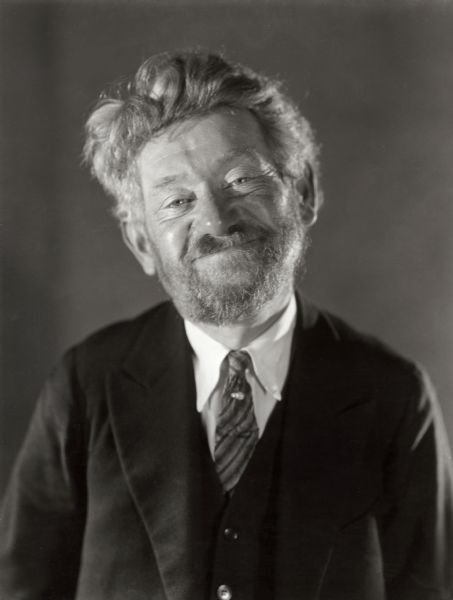

맥스 데이비슨(Max Davidson, 1875년 5월 23일 ~ 1950년 9월 4일)은 독일의 배우, 영화배우이다.
베를린에서 태어났으며 우들랜드힐스에서 사망하였다.

## 영화
- 키티 포일 (1940년)
- 로잘리 (1937년)
- 평원의 사나이 (1936년)
- 메트로폴리탄 (1935년)
- 캣 앤 더 피들 (1934년)
- 인톨러런스 (1916년)